# Makpantoum
Makpantoum (ou Makouosop,
) est un village du Cameroun situé dans le département du Noun et la Région de l'Ouest. Il fait partie de l'arrondissement de Massangam.

## Population
En 1967, la localité comptait 206 habitants, principalement des Bamoun. Lors du recensement de 2005, on y a dénombré 826 personnes.